# Mes-Meheux Island
Mex-Meheux Island, häufig auch nur Meheux Island, ist eine Insel im Atlantik westlich von Sierra Leone, die zur Inselgruppe Banana Islands gehört. Sie ist nach dem französischen Händler Jean Meheux benannt.
Mex-Meheux ist von tropischem Primärwald bedeckt und verfügt über keinen Strand. Die Insel ist über einen Bootsanleger per Boot erreichbar. Sie verfügt über eine touristische Unterkunft, ist aber ansonsten unbewohnt.
Auf der Insel befindet sich einer der landesweit drei Leuchttürme.